# NKOTBSB (álbum)
NKOTBSB é um álbum de compilação das boy bands americanas New Kids on the Block e Backstreet Boys. Lançado em 24 de maio de 2011, o álbum apresenta cinco hits de cada grupo, duas novas gravações conjuntas "All in My Head" e"Don't Turn Out the Lights", bem como um mash up. O álbum estreou no número sete nos EUA, vendendo 40.000 na primeira semana de seu lançamento. O álbum coincide com a turnê conjunta com os grupos, começando no Allstate Arena, em Rosemont, Illinois em 25 de maio de 2011.

## Acontecimento
Ambas as bandas primeira performaram juntos no Radio City Music Hall, no verão de 2010, e uma turnê conjunta foi anunciada no final daquele ano. Em março de 2011, os fãs foram incentivados a votar online para as suas faixas favoritas dos grupos separados; Escolhas que influenciam as faixas do álbum de compilação conjunta. Depois de quase 250 mil votos, as faixas de NKOTBSB foram anunciadas em 11 de abril de 2011. Ele também possui duas novas faixas, "Don't Turn Out the Lights" e "All in My Head", bem como um "NKOTBSB Mashup". "All in My Head" foi originalmente uma faixa inédita dos Backstreet Boys para o seu álbum This Is Us, enquanto o mash up contará com uma junção dos sucessos do supergrupo, semelhante a performance feita no American Music Awards.
O álbum está disponível em três edições. A edição regular apresenta um livreto de 16 páginas com mensagens pessoais de cada membro do supergrupo, e um pôster da turnê. A edição de fã contará com os nomes daqueles que pré-encomendaram no álbum. Cada edição vem com um download imediato de "Don't Turn Out the Lights". Além disso, todos aqueles que pré-encomendaram o álbum tiveram seus nomes apresentados nos créditos do álbum. A edição de luxo foi lançado exclusivamente no Wal-Mart. Esta edição contou com um DVD mostrando os ensaios para a turnê NKOTBSB junto com a sessão de gravação para as músicas novas.

## Singles
"Don't Turn Out the Lights" foi lançado como o primeiro single do álbum em 5 de abril de 2011 pela Legacy Recordings. A faixa fez sua primeira aparição em dezembro, no cruzeiro BSB Cruise. A canção estreou no programa On Air with Ryan Seacrest e lançado no iTunes no mesmo dia. O single estreou no número 14 na parada Billboard Hot 100 Singles EUA Bubbling Under em 14 de abril de 2011.

## Faixas
| Edição standard |                                      |                                             |                       |         |  |
| N.º             | Título                               | Compositor(es)                              | Banda                 | Duração |  |
| 1.              | "Step By Step"                       | Maurice Starr                               | New Kids on the Block | 4:25    |  |
| 2.              | "I Want It That Way"                 | Max Martin, Andreas Carlsson                | Backstreet Boys       | 3:29    |  |
| 3.              | "You Got It (The Right Stuff)"       | Maurice Starr                               | New Kids on the Block | 4:08    |  |
| 4.              | "Everybody (Backstreet's Back)"      | Martin, Denniz Pop                          | Backstreet Boys       | 4:44    |  |
| 5.              | "Please Don't Go Girl"               | Maurice Starr                               | New Kids on the Block | 4:07    |  |
| 6.              | "As Long as You Love Me"             | Max Martin                                  | Backstreet Boys       | 3:29    |  |
| 7.              | "Hangin' Tough"                      | Maurice Starr                               | New Kids on the Block | 3:45    |  |
| 8.              | "Larger Than Life"                   | Max Martin, Brian Littrell, Kristian Lundin | Backstreet Boys       | 3:50    |  |
| 9.              | "I'll Be Loving You (Forever)"       | Maurice Starr                               | New Kids on the Block | 4:19    |  |
| 10.             | "Quit Playing Games (With My Heart)" | Max Martin, Herbie Crichlow                 | Backstreet Boys       | 3:51    |  |
| 11.             | "All In My Head"                     | Nadir Khayat, Teddy Sky, Gustav Efraimsson  | NKOTBSB               | 3:51    |  |
| 12.             | "Don't Turn Out the Lights"          | Jess Cates, Claude Kelly                    | NKOTBSB               | 3:29    |  |
| 13.             | "NKOTBSB Mashup"                     |                                             | NKOTBSB               | 6:35    |  |
| Duração total:  | Duração total:                       | Duração total:                              | Duração total:        | 54:48   |  |

| Edição deluxe DVD bônus |                                               |         |  |
| N.º                     | Título                                        | Duração |  |
| 14.                     | "Don't Turn Out the Lights Recording Session" |         |  |
| 15.                     | "NKOTBSB Tour Rehearsal"                      |         |  |
| 16.                     | "NKOTBSB Photo Shoot"                         |         |  |

## Posição nas paradas
| Parada                        | Posição mais alta | Vendas  |
| ----------------------------- | ----------------- | ------- |
| Canadian Albums Chart         | 6                 |         |
| Mexican Albums Chart          | 70                |         |
| Spanish Albums Chart          | 29                |         |
| U.S. Billboard 200            | 7                 | 40,000+ |
| U.S. Billboard Digital Albums | 18                |         |
| World Albums Top 40           | 14                |         |